# Alex Smith (giocatore di football americano 1984)
Alexander Douglas Smith (Seattle, 7 maggio 1984) è un ex giocatore di football americano statunitense che ha militato nel ruolo di quarterback nella National Football League. Fu scelto come primo assoluto nel Draft NFL 2005 dai San Francisco 49ers. Al college giocò a football all'Università dello Utah.

## Carriera professionistica

### San Francisco 49ers

#### 2005-2010
Il nuovo coach dei 49ers Mike Nolan, un allenatore dalla forte personalità, scelse Smith come prima scelta assoluta del draft del 2005. Nolan valutò anche di prendere Aaron Rodgers ma non credette che la personalità di Rodgers avrebbe potuto coesistere con la sua.

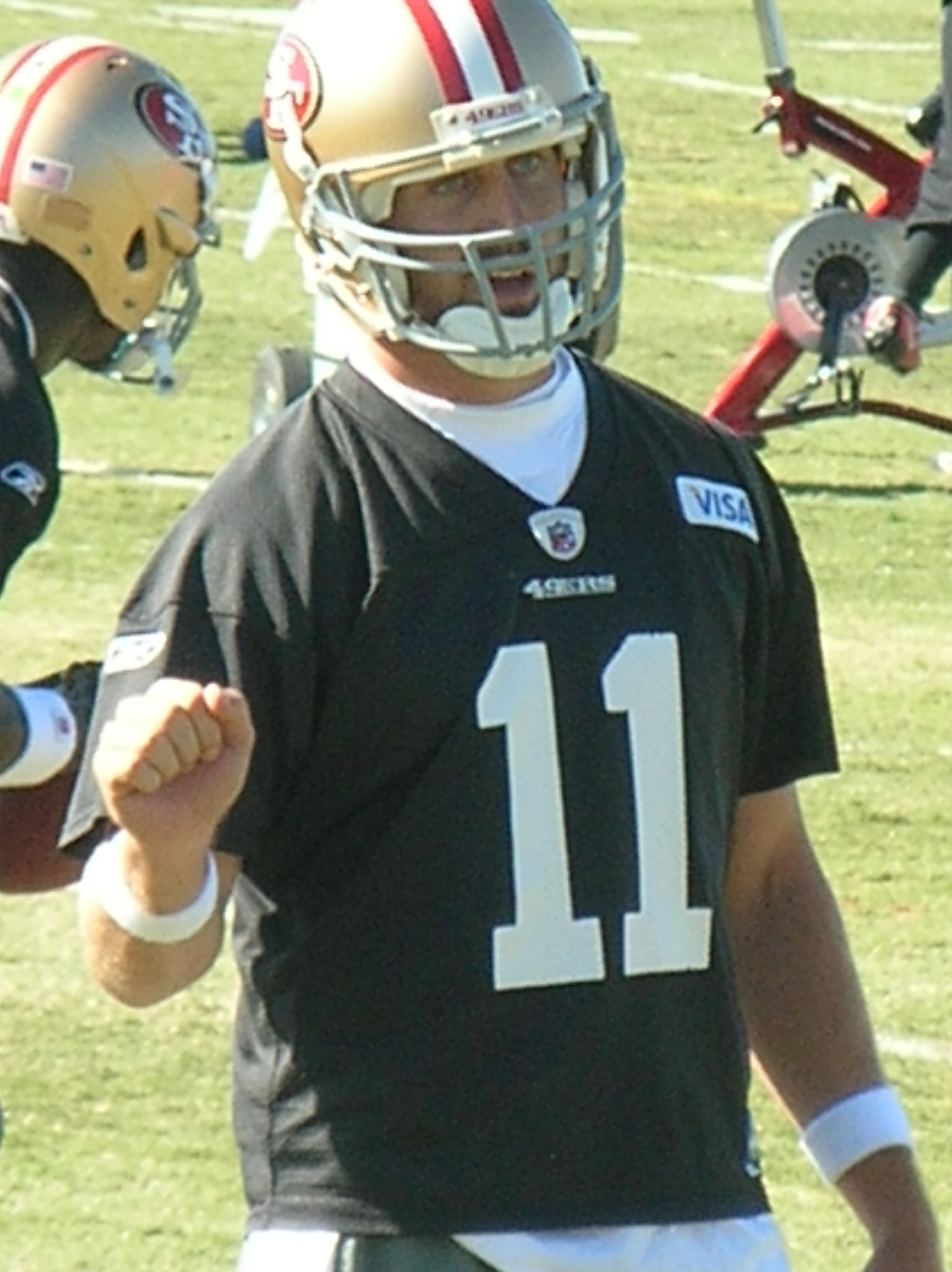
Smith nel training camp 2010.

Alex giocò la sua prima partita da titolare alla settimana 5 della sua stagione di debutto, rimpiazzando l'ex titolare Tim Rattay. Malgrado avesse iniziato sette gare da titolare, in quella stagione non giocò bene, lanciando un solo touchdown contro gli Houston Texans, a fronte di 11 intercetti. Nel 2006 Smith fu nominato quarterback titolare prima dell'inizio della stagione e giocò tutte e 16 le partite della squadra. Nel 2007 giocò le prime sette partite prima di essere operato per un infortunio alla spalla che lo tenne fuori per tutto il resto della stagione e per quella successiva. Fece ritorno nel 2009 alternando il ruolo di titolare con Shaun Hill. La stagione 2010 la iniziò come titolare ma diversi infortuni alla spalla gli fecero saltare diverse gare di quell'annata.

#### 2011

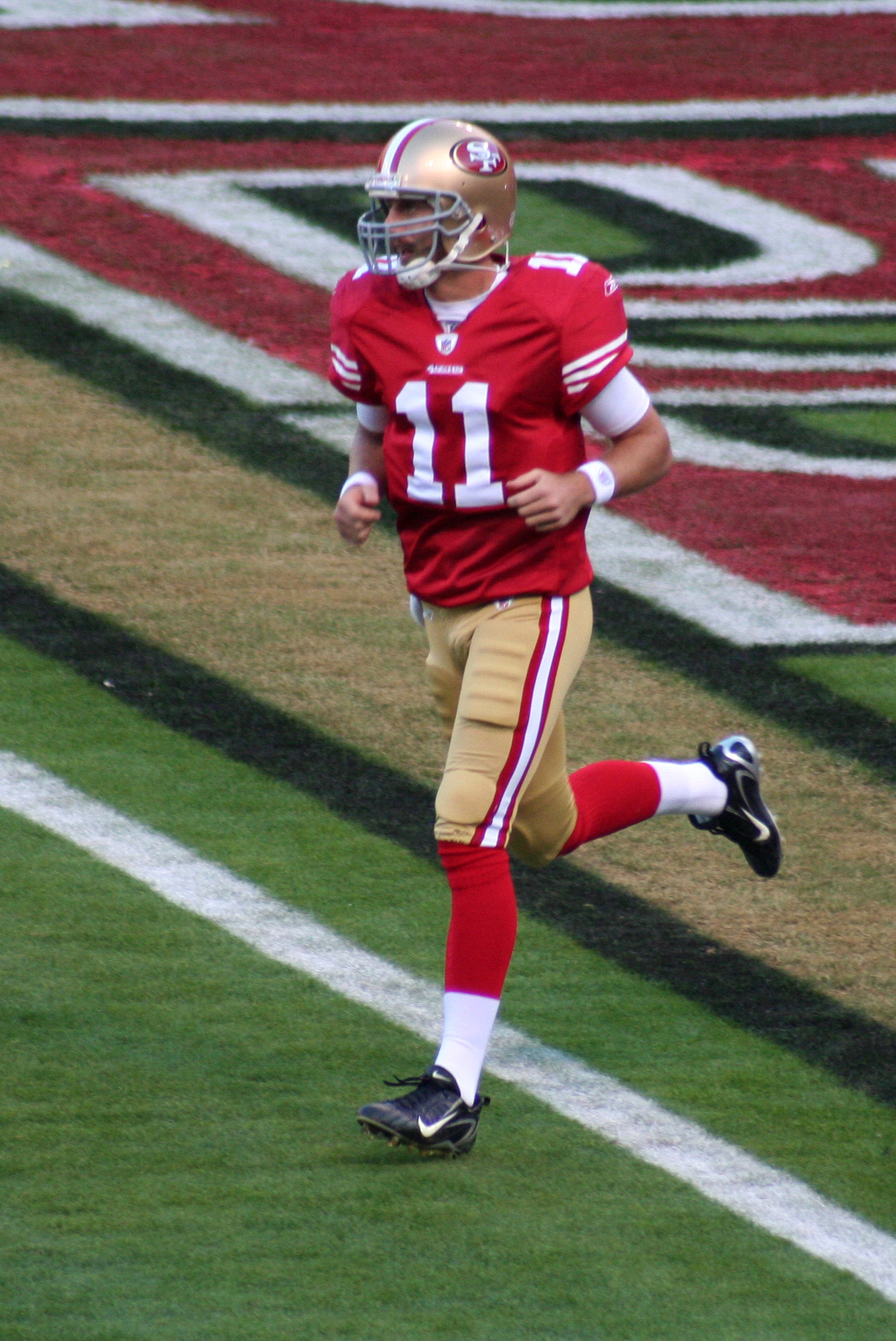
Smith nel novembre 2009

Nella stagione 2011, sotto la guida del nuovo capo-allenatore Jim Harbaugh, giocò tutte le 16 partite da titolare portando i 49ers a vincere la propria division con 17 passaggi da touchdown e 5 soli intercetti. Nel Divisional round dei playoff, guidò i 49ers alla vittoria sui New Orleans Saints, con un punteggio finale di 36-32. Smith lanciò per 299 yard, tre passaggi da touchdown, nessun intercetto ed un altro TD su corsa. In quella gara guidò due drive da touchdown dalle 80 e 85 yard negli ultimi 4 minuti. Segnò un TD su corsa da 28 yard e lanciò quello vincente per Vernon Davis da 14 yard con 9 secondi rimanenti, evitando di optare per una giocata conservativa che avrebbe portato a calciare il field goal del pareggio. La corsa dei 49ers verso il Super Bowl si interruppe nella finale della NFC, persa ai supplementari contro i New York Giants.

#### 2012
Il 21 marzo 2012, Smith firmò un prolungamento contrattuale coi 49ers. Il 9 settembre, nella prima gara della stagione 2012, Smith giocò una grande partita guidando i 49ers alla vittoria in casa dei Green Bay Packers, completando 20 passaggi su 26 per 211 yard, 2 touchdown e nessun intercetto subito. Nel corso della partita, stabilì il record di franchigia con 185 passaggi consecutivi senza un intercetto, un'impresa non riuscita nemmeno a Steve Young (184) e Joe Montana (154). I 49ers vinsero anche nel turno successivo contro i Detroit Lions. Smith giocò ancora bene passando 226 yard e due touchdown, entrambi per Vernon Davis, e portando la sua striscia a 216 passaggi consecutivi senza un intercetto.
Nella settimana 3 i 49ers persero a sorpresa la prima gara della stagione contro i Minnesota Vikings: Smith passò 204 yard e un touchdown e dovette dire addio alla sua striscia record di passaggi senza un intercetto, fermandosi a 249 dopo quello subito dal rookie Josh Robinson.

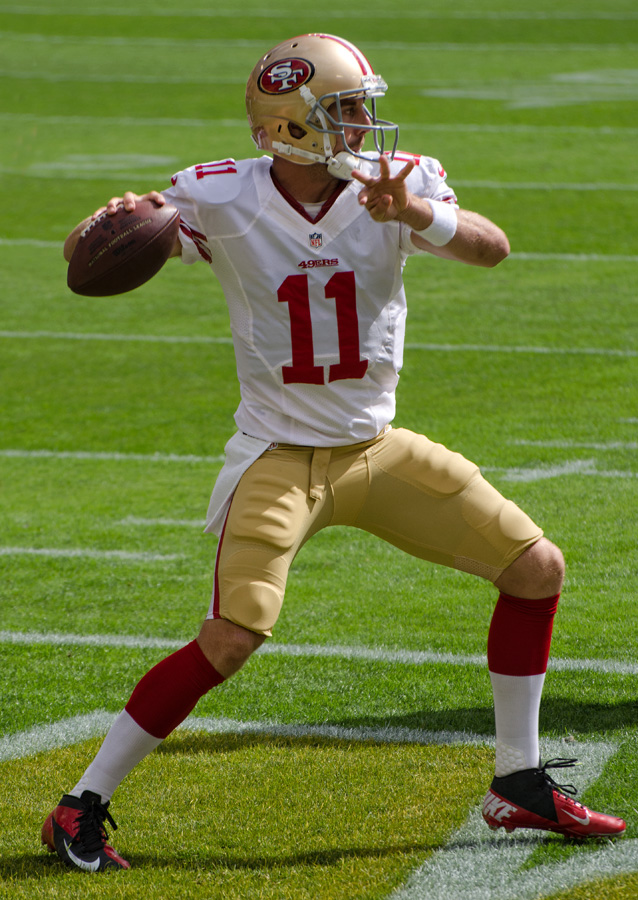
Smith contro i Packers nel 2012.

I 49ers si rifecero nella settimana 4 superando per 34-0 in trasferta i New York Jets con Alex che passò 143 yard. Nel turno successivo i 49ers salirono a un record di 4-1 in una partita senza storia contro i Buffalo Bills vinta per 45-3: il quarterback giocò una prova positiva completando 18 passaggi su 24 per 303 yard e 2 touchdown senza intercetti, oltre a correre altre 49 yard con un passer rating quasi perfetto di 156,2. In quella partita i 49ers stabilirono il nuovo primato di franchigia per yard totali guadagnate in una singola gara con 621, superando le 598 guadagnate nel 1992 coi Niners guidati da Steve Young. Per questa prestazione, il giocatore vinse per la prima volta in carriera il premio di miglior quarterback della settimana.
Nella sesta settimana, i 49ers subirono una brutta sconfitta contro i Giants nella rivincita della finale della NFC dell'anno precedente: Smith, dopo aver lanciato un solo intercetto nelle prime 5 partite, ne lanciò ben tre contro l'arcigna difesa di New York. Nel Thursday Night Football della settimana 7, i 49ers vinsero contro i Seattle Seahawks nella gara che avrebbe assicurato al vincitore la leadership nella NFC West: Smith passò 140 yard con un touchdown e un intercetto.
Nella vittoria del Monday Night della settimana 8 sui Cardinals per 24-3, Smith giocò la una partita quasi perfetta sfiorando il record NFL per percentuale di completamento dei passaggi, completandone 18 su 19 per 232 yard e tre touchdown, per un passer rating di 157,1. Per questa prestazione fu premiato per la prima volta come miglior giocatore offensivo della settimana della NFC.
Dopo la settimana di pausa, Niners e Rams pareggiarono la prima partita della NFL negli ultimi quattro anni: dopo aver completato sette dei primi otto passaggi e lanciato un touchdown, con la squadra sotto per 7 a 14, Smith fu costretto a lasciare la partita per una commozione cerebrale dopo uno scontro con un difensore avversario, non facendo più ritorno in campo. A causa di questo infortunio, Smith saltò la gara successiva contro i Chicago Bears, mentre nella seguente fu nominato titolare Colin Kaepernick per scelta tecnica, dopo l'ottima partita disputata da quest'ultimo coi Bears.
Smith non disputò più alcuna partita nella stagione, mentre i Niners guidati da Kaepernick avanzarono fino al Super Bowl XLVII dove furono sconfitti dai Baltimore Ravens.

### Kansas City Chiefs
Il 27 febbraio 2013, i 49ers acconsentirono allo scambio del giocatore coi Chiefs in cambio di una scelta del secondo giro del Draft NFL 2013. L'accordo divenne ufficiale con l'inizio della nuova stagione NFL, il 12 marzo 2013.

#### Stagione 2013
Smith iniziò con una netta vittoria la sua esperienza coi Chiefs, passando 173 yard e 2 touchdown contro i Jacksonville Jaguars nella settimana 1. Nella vittoria sui Cowboys della settimana successiva Smith passò 223 yard e altri due touchdown. I Chiefs partirono per la prima volta con un record di 3-0 dal 2010 grazie alla vittoria in trasferta nel Thursday Night sugli Eagles in cui Alex passò 273 yard, senza touchdown e intercetti. L'imbattibilità continuò anche la settimana successiva, superando una squadra in grandissima difficoltà come i Giants, con 288 yard, 3 touchdown e i primi due intercetti di Smith in maglia Chiefs. Con la quinta vittoria consecutiva contro i Tennessee Titans, i Chiefs ebbero la loro miglior partenza dal 2003. Smith passò 245 yard e subì un intercetto.

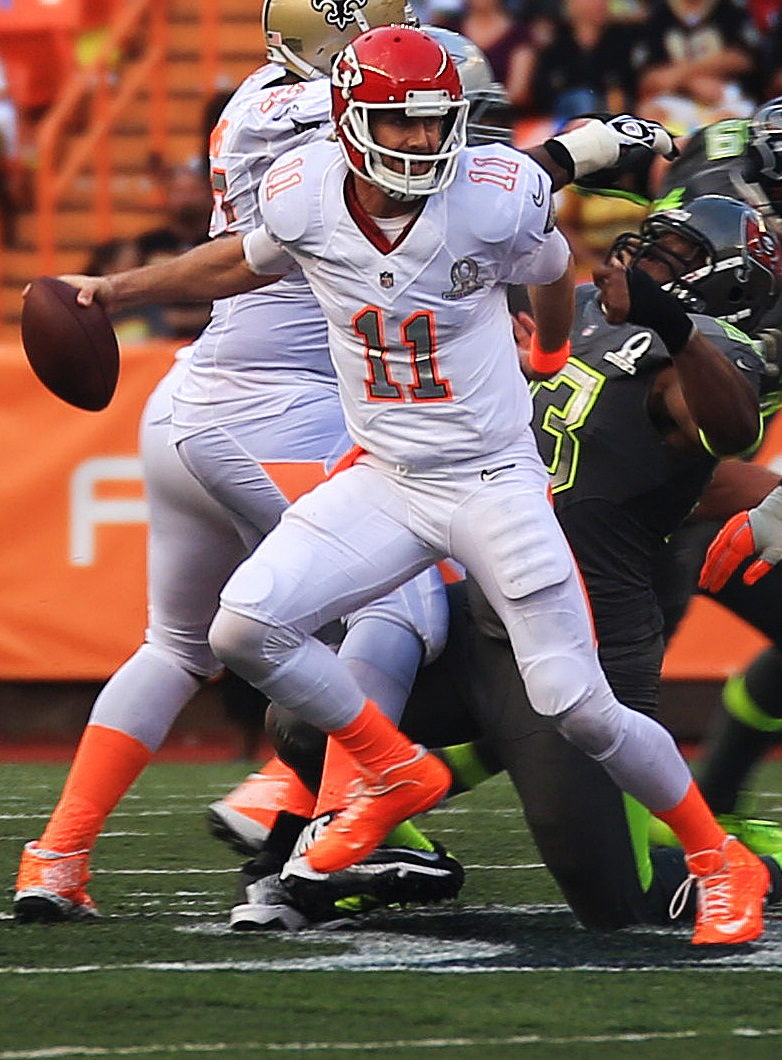
Smith nel Pro Bowl 2014

Malgrado solamente 14 passaggi completati su 31 tentativi per 128 yard, Smith guidò i Chiefs alla sesta vittoria consecutiva contro i Raiders nella settimana 6. Con la vittoria sugli Houston Texans la domenica successiva, Kansas City rimase l'unica squadra imbattuta della lega. Smith passò 240 yard, subì un intercetto e segnò un touchdown su corsa. La loro marcia proseguì la settimana seguente superando i Browns in cui passò 225 yard e 2 TD.
La prima sconfitta stagionale di Kansas City giunse nella settimana 11 in casa dei Denver Broncos malgrado 230 yard e 2 touchdown passati da Smith. La domenica seguente, in una gara dalle mille emozioni, i Chiefs uscirono nuovamente sconfitti in casa per 41-38 contro i Chargers nonostante le 294 yard passate e i 3 TD del quarterback (un intercetto subito). La terza sconfitta consecutiva giunse nella rivincita coi Broncos malgrado Smith ancora una volta si fosse caricato il peso dell'attacco sulle spalle. La sua gara terminò con 293 yard passate, 2 touchdown e un intercetto, coi ricevitori dei Chiefs che si lasciarono sfuggire dalle mani diversi buoni passaggi.
La vittoria tornò nella settimana 14 dominando in trasferta i Redskins per 45-10, in una gara in cui Smith passò 137 yard e 2 touchdown. La settimana successiva disputò una delle migliori gare della carriera completando 17 passaggi su 20 per 287 yard e 5 touchdown passati (4 per Jamaal Charles) nella vittoria per 56-31 sui Raiders. Coi Chiefs già sicuri del quinto posto nel tabellone dei playoff, Smith e molti suoi compagni furono fatti riposare nell'ultima gara della stagione regolare contro i Chargers.
Il 4 gennaio 2014 nel primo turno di playoff i Chiefs furono ospiti dei Colts. Malgrado una solida prova di Smith e un vantaggio di 28 punti nel terzo quarto, Kansas City finì con l'essere sconfitta per 45-44. Il quarterback terminò la gara con 378 yard passate e 4 touchdown (record di franchigia dei playoff pareggiato). A fine anno fu convocato per il suo primo Pro Bowl in sostituzione dell'infortunato Tom Brady.

#### Stagione 2014
Il 31 agosto 2014 Smith firmò coi Chiefs un rinnovo contrattuale quadriennale del valore di 68 milioni di dollari, 45 milioni dei quali garantiti. La stagione si aprì senza lo squalificato Dwayne Bowe e nella prima partita Kansas City cedette in casa ai Titans, con Smith che passò un touchdown e subì tre intercetti. La prima vittoria giunse nella settimana 3 in casa dei Dolphins in cui passò 186 yard e tre touchdown, cui fece seguito una netta affermazione nel Monday Night Football contro i Patriots in cui completò 20 passaggi su 26 per 248 yard e 3 touchdown. Dopo una sconfitta coi 49ers e la settimana di pausa, i Chiefs interruppero una striscia di cinque vittorie consecutive dei Chargers battendoli in trasferta in una gara che Smith concluse con 221 yard passate e un touchdown. Quella fu la prima di cinque vittorie consecutive in cui Smith non subì alcun intercetto, segnò il primo touchdown su corsa della sua stagione nella settimana 10 contro i Bills e batté i Seahawks campioni in carica nella settimana 11. La striscia positiva si interruppe a sorpresa quattro giorni dopo contro i Raiders ancora senza vittorie sino a quel momento. Seguirono altre due sconfitte prima che Kansas City tornasse a vendicarsi dei Raiders, battendoli 31-13 in casa. La partita di Smith si concluse con un massimo stagionale di 297 yard passate e due touchdown. Prima dell'ultima gara della stagione contro i Chargers, con Kansas City alla ricerca dell'ultimo posto disponibile per i playoff nel tabellone della AFC, Smith fu costretto a dare forfait a causa di un problema alla milza a causa di un colpo all'addome subito nel penultimo turno contro gli Steelers.

#### Stagione 2015
I Chiefs aprirono la stagione con una vittoria sui Texans, prima di una serie di cinque sconfitte consecutive che si interruppe nel settimo turno in casa contro gli Steelers, contro cui Smith passò 251 yard e un touchdown. La seconda vittoria consecutiva giunse a Londra contro i Lions sette giorni dopo, in una gara in cui fece registrare la corsa più lunga della carriera, 49 yard. Nel decimo turno i Chiefs vinsero nuovamente, in casa dei Broncos, con Smith che passò 204 yard e un TD. La striscia positiva continuò in casa dei Chargers vincendo per 33-3 dove 20 passaggi su 25 per 253 yard. Nel dodicesimo turno giunse la quinta vittoria consecutiva ai danni dei Bills, dove Smith passò 255 yard e 2 TD.
Nella settimana 14, il record di franchigia di 312 passaggi di Smith senza un intercetto ebbe termine contro i Chargers ma i Chiefs colsero comunque la settima vittoria consecutiva per 10-3 in una gara condizionata da un violento acquazzone. La nona giunse contro i Browns, grazie a cui la squadra si aggiudicò l'accesso ai playoff. La stagione regolare di Smith si chiuse con un nuovo primato personale di 3.486 yard passate, con 20 touchdown e 7 intercetti subiti.
Nella gara del turno delle wild card dei playoff 2015-2016 contro i Texans, Smith completò 17 passaggi su 22 per 190 yard e un touchdown nel 30-0 finale dei Chiefs, che conquistarono la prima vittoria nella post-season dal 1994. La stagione si concluse la settimana successiva con la sconfitta in casa dei Patriots, interrompendo un record di franchigia di 11 vittorie consecutive.

#### Stagione 2016
Nella prima gara della stagione 2016 contro i Chargers, Smith guidò i Chiefs a rimontare uno svantaggio di 24-3 fino alla vittoria nei supplementari dove segnò su corsa da 2 yard il touchdown decisivo nel 33-27 finale. Fu la maggiore rimonta della storia della franchigia. La stagione regolare di Kansas City si concluse con 12 vittorie e 4 sconfitte, vincendo la AFC West e classificandosi al secondo posto della AFC. Smith passò 3.502 yard, 15 touchdown e 8 intercetti, con un primato personale di 5 touchdown su corsa, venendo convocato per il suo secondo Pro Bowl al posto dell'infortunato Derek Carr. Il prolifico attacco dei Chiefs si inceppò però nel divisional round dei playoff, dove la squadra fu eliminata per 18-16 dai Pittsburgh Steelers.

#### Stagione 2017

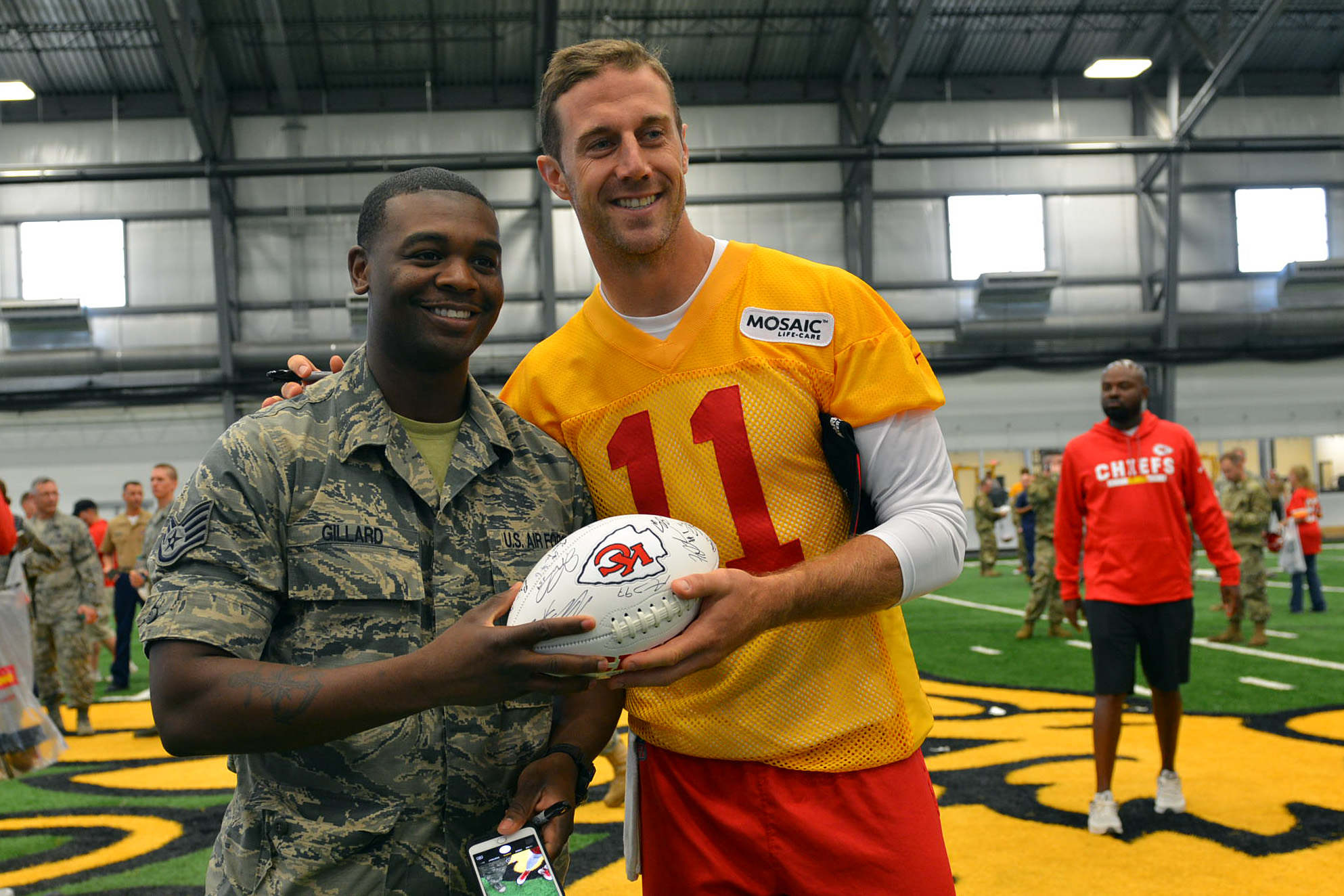
Smith nel 2017 con un Marine

I Chiefs e Smith iniziarono la stagione 2017 con una vittoria a sorpresa in casa dei Patriots campioni in carica dove passò 368 yard e 4 touchdown nel 42-27 finale, venendo premiato come giocatore offensivo della AFC della settimana e come quarterback della settimana. Kansas City iniziò la stagione con cinque vittorie consecutive ma nella seconda metà dell'anno ebbe una striscia di quattro sconfitte consecutive. Una di queste venne nel tredicesimo turno contro i Jets, in cui Smith passò 366 yard e 4 touchdown, divenendo il primo giocatore dell'era moderna (dal 1970) ad avere nella stessa gara un passaggio da 70 yard e una corsa da 70 yard. Per questa prestazione fu premiato nuovamente come quarterback della settimana.
Nel penultimo turno, Smith superò per la prima volta le 4.000 yard passate in stagione, nella vittoria sui Dolphins che diede ai Chiefs il secondo titolo di division consecutivo. Nell'ultima settimana della stagione regolare i Chiefs optarono per fare riposare Smith, che chiuse la stagione con 4.042 yard passate, 26 touchdown (contro 5 intercetti) guidando la NFL con un passer rating di 104,7, tutti record in carriera. Divenne così il secondo giocatore della storia a passare 4.000 yard con 5 o meno intercetti dopo Aaron Rodgers nel 2014, venendo convocato per il suo terzo Pro Bowl al posto dell'infortunato Philip Rivers.
Nel primo turno di playoff, i Chiefs ospitarono i Tennessee Titans, concludendo il primo tempo in vantaggio per 21-3, con Smith che aveva completato 19 passaggi su 23 con 2 touchdown. Nel secondo tempo invece la squadra non riuscì a segnare alcun punto, venendo eliminata col punteggio di 22-21 in quella che fu la sua ultima partita con la squadra. Lasciò come il secondo quarterback più vincente della storia del club dopo l'Hall of Famer Len Dawson.

### Washington Redskins/Football Team

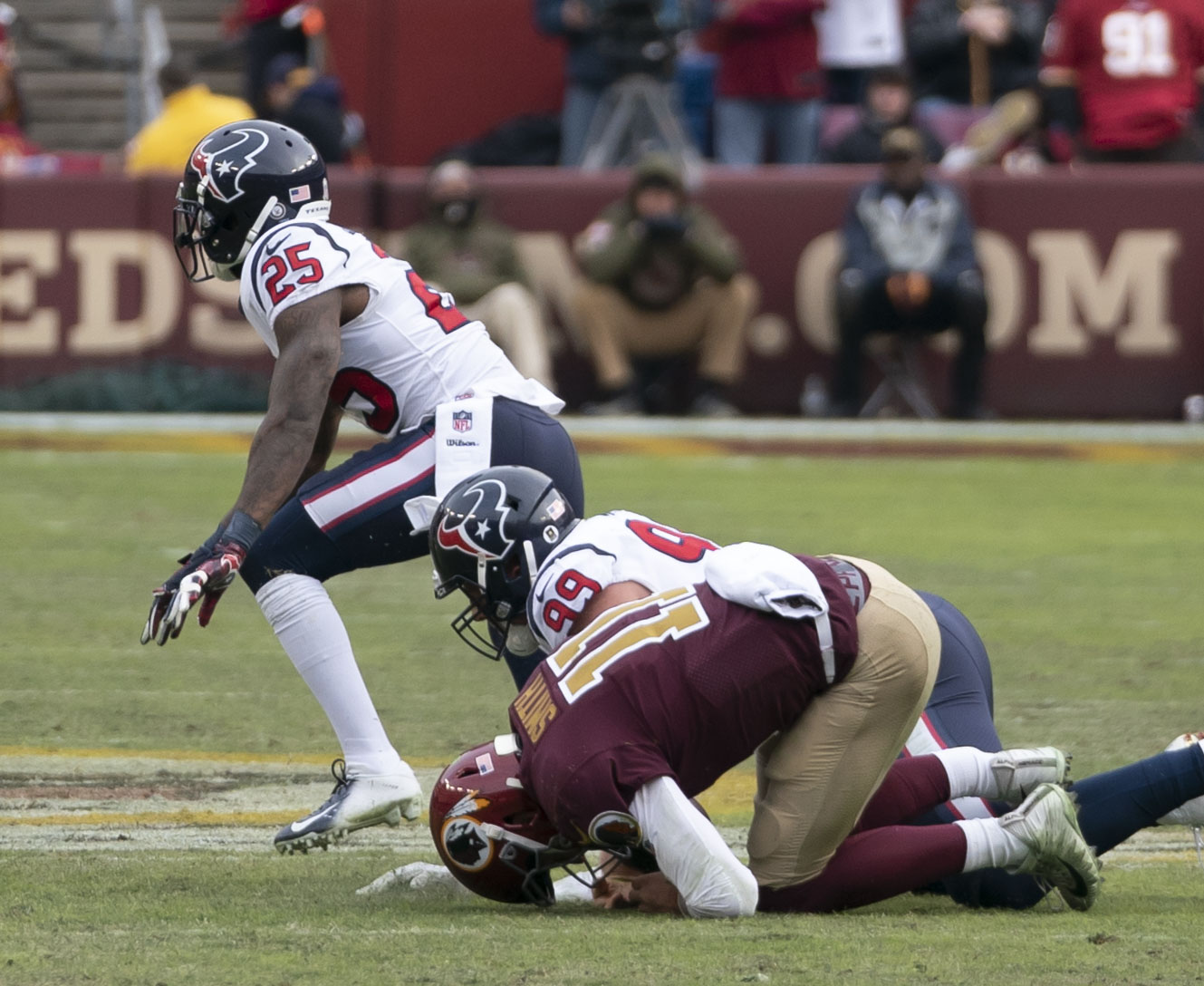
Smith a terra dopo l'infortunio contro Houston che pose fine alla sua stagione nel 2018

Il 30 gennaio 2018, i Chiefs scambiarono Smith con i Washington Redskins per una scelta del terzo giro del Draft NFL 2018 e il cornerback Kendall Fuller. Nella prima partita con la nuova maglia passò 2 touchdown e completò il 70% dei suoi passaggi nella vittoria sui Cardinals per 24-6. Il 18 novembre 2018, nella partita dell'undicesimo turno contro gli Houston Texans, Smith soffrì fratture scomposte alla tibia e al perone della gamba destra mentre subiva un sack da Kareem Jackson e J.J. Watt. L'infortunio risultò simile nella dinamica e nelle conseguenze a quello subito dall'ex quarterback dei Redskins Joe Theismann il 18 novembre 1985, esattamente 33 anni prima di Smith.
Nonostante il successo dell'operazione, Smith iniziò a soffrire di una patologia che divorava i tessuti, chiamata fascite necrotizzante, che mise a repentaglio il suo futuro nel football e la sua vita. Smith fu sottoposto ad altri diciassette interventi chirurgici alla gamba, che prevedevano sbrigliamenti e innesti cutanei, evitando per un pelo la possibilità di un'amputazione. Per quasi un anno la sua gamba è stata dotata di un dispositivo di fissazione esterna. Di conseguenza, Smith ha saltato l'intera stagione 2019 e anche parte di quella 2020.
Smith tornò in campo dopo due anni rilevando l'infortunato Kyle Allen nel quinto turno della stagione 2020 completando 9 passaggi su 17 per 37 yard nella sconfitta contro i Los Angeles Rams per 30-10. Quando Allen si infortunò gravemente a una caviglia nella settimana 9, Smith fu nominato titolare per il resto della stagione. Nel decimo turno disputò la prima gara come partente dopo 728 giorni terminando con i nuovi primati personali in passaggi tentati (55), completati (38) e yard passate (390) nella sconfitta all'ultimo secondo di Washington contro i Detroit Lions. La prima vittoria giunse la settimana seguente contro i Bengals. Nel tredicesimo turno guidò Washington alla vittoria a sorpresa sui Pittsburgh Steelers, l'ultima squadra rimasta imbattuta nella lega, con 296 yard passate e un touchdown. Nella settimana successiva si infortunò al polpaccio della gamba destra e lasciò la partita dopo il primo tempo, saltando le due gare che seguirono. Smith tornò in campo per l'ultima gara contro i Philadelphia Eagles, passando due touchdown e guidando la squadra alla vittoria per 20–14 e alla conquista del titolo della NFC East division. Tuttavia non riuscì ad essere in campo nella gara del primo turno di playoff contro i Tampa Bay Buccaneers a causa del persistere del dolore al polpaccio. A fine stagione fu premiato come NFL Comeback Player of the Year da Associated Press, Sporting News, e Pro Football Writers of America. Malgrado ciò fu svincolato il 5 marzo 2021 e il 19 aprile annunciò il suo ritiro.

## Palmarès

### Franchigia
- National Football Conference Championship: 1

San Francisco 49ers: 2012

### Individuale
- Convocazioni al Pro Bowl: 3

2013, 2016, 2017
- NFL Comeback Player of the Year Award: 1

2020
- Quarterback della settimana: 3

5ª del 2012, 1ª e 13ª del 2017
- Giocatore offensivo della NFC della settimana: 1

8ª del 2012
- Giocatore offensivo della AFC della settimana: 1

1ª del 2017

## Statistiche

### College
| 2002 | Utah Utes | 2  | 2   | 4   | 50.0 | 4    | 0  | 1 | 2   | -11  | 0  |
| 2003 | Utah Utes | 11 | 173 | 266 | 65.0 | 2247 | 15 | 3 | 149 | 452  | 5  |
| 2004 | Utah Utes | 12 | 214 | 317 | 67.5 | 2952 | 32 | 4 | 135 | 631  | 10 |
|      | Totale    | 25 | 389 | 587 | 66.3 | 5203 | 47 | 8 | 286 | 1072 | 15 |
|      |           |    |     |     |      |      |    |   |     |      |    |

### Stagione regolare
| Legenda   | Legenda             |
| --------- | ------------------- |
| Grassetto | Massimo in carriera |

|        |               |     |         | Passaggi | Passaggi | Passaggi | Passaggi | Passaggi | Passaggi | Passaggi | Corse | Corse | Corse |
| Anno   | Squadra       | P   | V-S     | Comp     | Ten      | %        | Yard     | TD       | Int      | Rat      | Ten   | Yard  | TD    |
| ------ | ------------- | --- | ------- | -------- | -------- | -------- | -------- | -------- | -------- | -------- | ----- | ----- | ----- |
| 2005   | San Francisco | 9   | 2-5     | 84       | 165      | 50.9     | 875      | 1        | 11       | 40.8     | 30    | 103   | 0     |
| 2006   | San Francisco | 16  | 7-9     | 257      | 442      | 58.1     | 2 890    | 16       | 16       | 74.8     | 44    | 147   | 2     |
| 2007   | San Francisco | 7   | 2-5     | 94       | 193      | 48.7     | 914      | 2        | 4        | 57.2     | 13    | 89    | 0     |
| 2009   | San Francisco | 11  | 5-5     | 225      | 372      | 60.5     | 2 350    | 18       | 12       | 81.5     | 24    | 51    | 0     |
| 2010   | San Francisco | 11  | 3-7     | 204      | 342      | 59.6     | 2 370    | 14       | 10       | 82.1     | 18    | 60    | 0     |
| 2011   | San Francisco | 16  | 13-3    | 273      | 445      | 61.3     | 3 144    | 17       | 5        | 90.7     | 52    | 179   | 2     |
| 2012   | San Francisco | 10  | 6-2-1   | 153      | 218      | 70.2     | 1 737    | 13       | 5        | 104.1    | 31    | 132   | 0     |
| 2013   | Kansas City   | 15  | 11-4    | 308      | 508      | 60.6     | 3 313    | 23       | 7        | 89.1     | 76    | 431   | 1     |
| 2014   | Kansas City   | 15  | 8-7     | 303      | 464      | 65.3     | 3 265    | 18       | 7        | 93.4     | 49    | 254   | 1     |
| 2015   | Kansas City   | 16  | 11-5    | 307      | 470      | 65.3     | 3 486    | 20       | 7        | 95.4     | 84    | 498   | 2     |
| 2016   | Kansas City   | 15  | 11-4    | 328      | 489      | 67.0     | 3 502    | 15       | 8        | 91.2     | 48    | 134   | 5     |
| Totale | Totale        | 141 | 79-56-1 | 2 536    | 4 108    | 61.7     | 27 846   | 157      | 91       | 85.3     | 469   | 2 078 | 13    |